# マン・グループ
マン・グループ（英: Man Group plc、マン・グループ・ジャパン・リミテッド、マン投資顧問会社）は、イギリス・ロンドンに本社を置く世界最古で最大級のヘッジファンドである。FTSE 100には1994年に採用された。現社名は、2000年から採用している。主な子会社としてAHL、GLG、FRM、Numericがあり、多彩な戦略を提供している。
現在、マン・グループの子会社は13カ国にあり、その拠点は、ロンドン、チューリッヒ湖畔のプファフィコン（en）、シカゴ、ニューヨーク、東京、香港、シドニーにある。

## 歴史
1783年にジェームズ・マンにより砂糖を扱う商社として創業された。1784年に英国海軍とラム酒の独占的供給契約を締結。1970年に世界最大級の商社へと発展した後、先物取引などの金融関連事業に進出。1992年にマン・インベストメンツの駐在所を東京に開設。1994年にロンドン証券取引所に上場。同年、AHLの株式を100%取得。2007年には金融分野で最先端の研究を推進していくためオクスフォード大学と提携し、オクスフォード・マン定量ファイナンス研究所を設立。2010年、GLGを統合。2012年、FRMを統合。2014年にはマン・インベストメンツとFRM東京事務所を統合し、マン投資顧問会社を東京に設立。2014年、Numericを統合。2015年、Silvermine（米国CLOマネジャー）及びNewSmith（英国の株式定性判断運用会社）を統合した。

## AHL

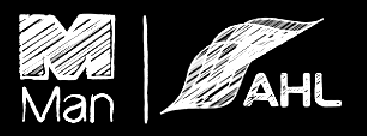
Man AHL黒板風ロゴ

AHLとはマン・グループの戦略の一つであり、数学とコンピューターがすべてを制御し、24時間絶えずトレーディングを行い続けるCTA (Commodity Trading Advisor)戦略に分類される。高度で最先端な数学モデルを使っているため、社員はオクスフォード大学やケンブリッジ大学等の欧米名門大学で数学、統計学、物理学、コンピューターサイエンスを大学院で研究し、博士号を得た研究者が中心を占める。
最先端の数学研究にも注力しており、オクスフォード大学と提携したオクスフォード・マン定量ファイナンス研究所からは様々な研究の積極的な発表が行われている。その中でも2014年に発表されたFactor High-Frequency Based Volatility (HEAVY) Modelsは新たなるリスク管理の形式を追求した研究となっており、AHLの投資戦略でも実際に使用されている。
- AHL紹介ビデオ

AHLが提供する旗艦ファンドであるAHLダイバーシファイドは1996年3月は投資を開始し、金融危機でもプラスのリターンを獲得しつつ、毎年高いパフォーマンスを上げてきた。2016年1月までの総合収益利率は1102%となっており、年率では13.3%のリターンを記録している。

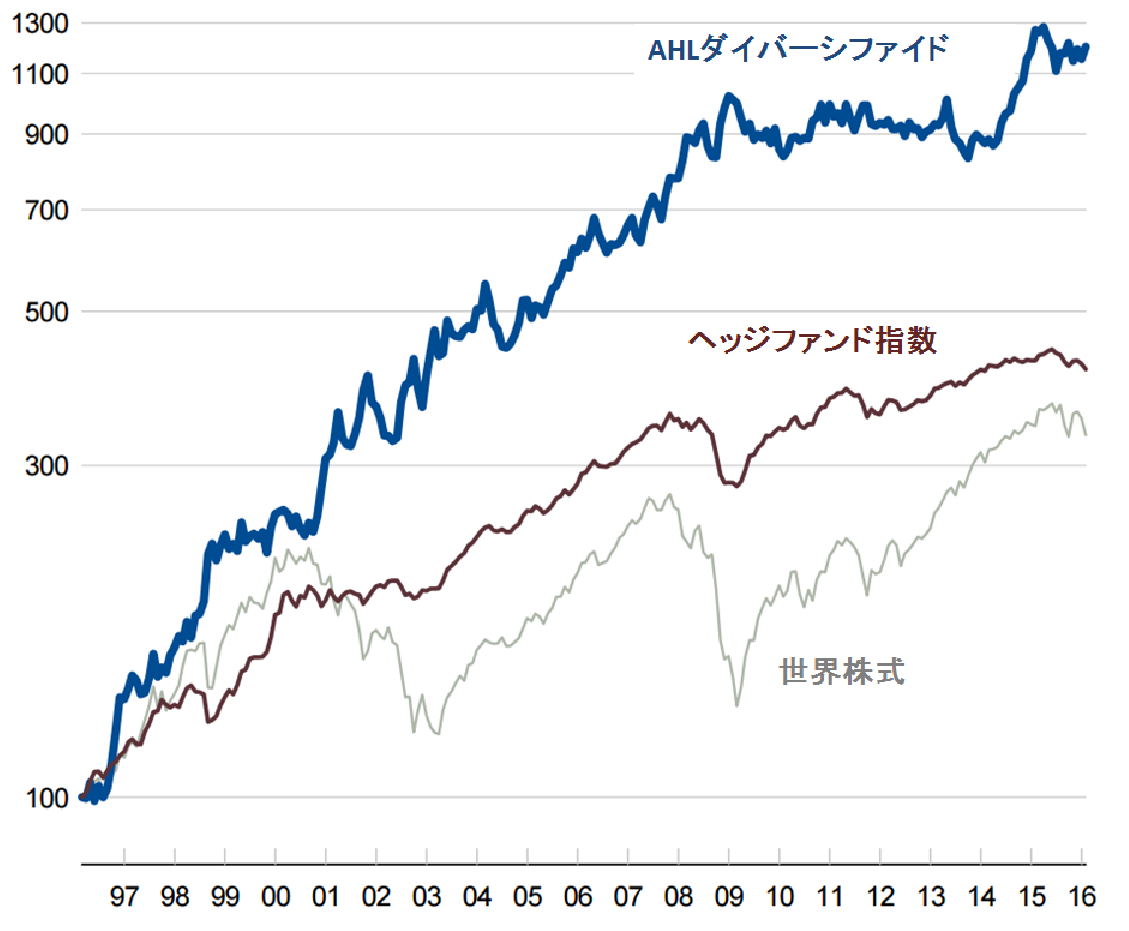
AHLダイバーシファンド 設定来累積リターンチャート ｖｓ 世界株式&ヘッジファンド指数

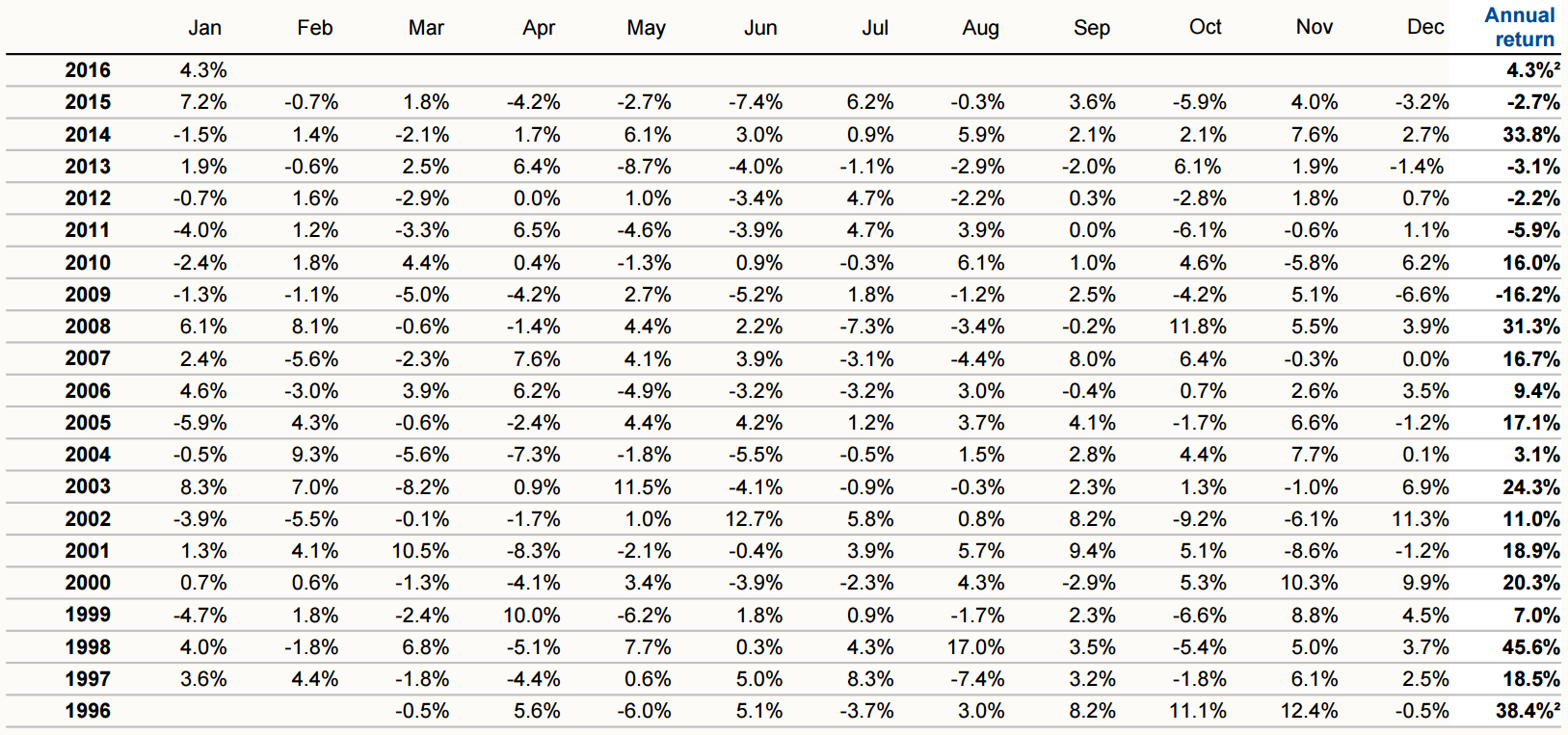
AHLダイバーシファイド 設定来パフォーマンス一覧